# Oost-Caribische dollar

Landen die de Oost-Caribische dollar gebruiken.

De Oost-Caribische dollar (XCD) is de munteenheid van een aantal eilanden in het Caraïbisch gebied :
- Antigua en Barbuda
- Dominica
- Grenada
- Saint Kitts en Nevis
- Saint Lucia
- Saint Vincent en de Grenadines

De munteenheid wordt ook gebruikt in de volgende overzeese gebiedsdelen van het Verenigd Koninkrijk : 
- Anguilla
- Montserrat

De koers van de munt ligt vast ten opzichte van de Amerikaanse dollar: 2,7 Oost-Caribische dollar voor 1 Amerikaanse dollar.
De volgende bankbiljetten zijn in omloop: 2, 5, 10, 20, 50 en 100 dollar. De 5 cent, 10 cent, 25 cent en de 1 dollar zijn beschikbaar als munten.

Het geld wordt uitgegeven door de Oost-Caribische Centrale Bank, die zich in Saint Kitts en Nevis bevindt. De bank wordt opgericht als gevolg van een verdrag dat op 5 juli 1993 in Port of Spain is gesloten. De munteenheid is de opvolger van de West-Indische dollar, die sinds 1935 gebruikt werd in de toenmalige West-Indische Federatie. Daarvoor werd veelal de Amerikaanse dollar en het pond sterling gebruikt.